# Rhyacotriton cascadae
Rhyacotriton cascadae is een salamander uit de familie olympusbergsalamanders (Rhyacotritonidae). De soort werd voor het eerst wetenschappelijk beschreven door David A. Good en David Burton Wake in 1951.

## Uiterlijke kenmerken
De lichaamskleur is meestal rood- tot donkerbruin. De huid is erg wrattig van structuur en bevat vele kleine zwarte vlekjes over het hele lichaam; er is weinig variatie. De buik is geel en mannetjes zijn eenvoudig van vrouwtjes te onderscheiden door twee grote uitstulpingen achter de cloaca. De staart is korter dan het lichaam en zijdelings afgeplat, de ogen zijn opvallend groot en hebben een zwarte oogvlek. De maximale lichaamslengte is ongeveer 11 centimeter maar de meeste exemplaren zijn rond de 8 cm.

## Voorkomen en habitat
Deze salamander komt voor in de Verenigde Staten en leeft in de staten Washington en Oregon. Hoewel het Engelse woord 'cascade' waterval betekent, is deze soort vernoemd naar een bergstreek genaamd Cascaden die een groot deel van het verspreidingsgebied beslaat. De habitat bestaat uit stenige omgevingen met altijd stromend water in de buurt. Opmerkelijk is dat de salamander juist de roerigste delen van snelstromende beekjes en rotsige stroompjes opzoeken; veel soorten salamanders houden juist helemaal niet van snelstromend water. Rhyacotriton cascadae prefereert een vochtige en schaduwrijke omgeving met hoge bomen die het zonlicht wegvangen en komt nooit ver uit de buurt van een stroompje; grote rivieren worden vermeden.

## Algemeen
Het voedsel bestaat uit kleine insecten en andere geleedpotigen die 's nachts worden gevangen, overdag verstopt de salamander zich onder stenen en bladeren. Bij verstoring wordt de kwetsbare, maar felgekleurde buikzijde getoond, dit wordt ook wel het unkenreflex genoemd. De larven zijn te vinden tussen de stenen in het water waar ze kleine diertjes en algen eten.
Rhyacotriton cascadae wordt met name bedreigd doordat het natuurlijke leefgebied, de oudere bossen met een schrale bodem en hoge bomen, als minder waardevolle natuurgebieden worden gezien vanwege de lagere soortenrijkdom. Hierdoor worden deze bossen wat sneller gecultiveerd dan bijvoorbeeld moerasgebieden.